# Resolució 1970 del Consell de Seguretat de les Nacions Unides
La Resolució 1970 del Consell de Seguretat de les Nacions Unides, adoptada per unanimitat el 26 de febrer de 2011, va condemnar la resposta del govern de Moammar al-Gaddafi a les protestes populars, esdevingudes des de dies abans a múltiples ciutats de Líbia, per la seva violència contra civils i va imposar-li sancions internacionals. El Consell de Seguretat, per mitjà de la resolució 1970, va autoritzar que la Cort Penal Internacional investigués possibles violacions dels drets humans, va dictar un embargament d'armes i va limitar la llibertat de moviments de Moammar al-Gaddafi i persones vinculades a ell així com una congelació dels seus actius financers.
La resolució del Consell de Seguretat era important perquè fou el primer cop en que en un país fou referit unànimement a la Cort Penal Internacional pel consell.

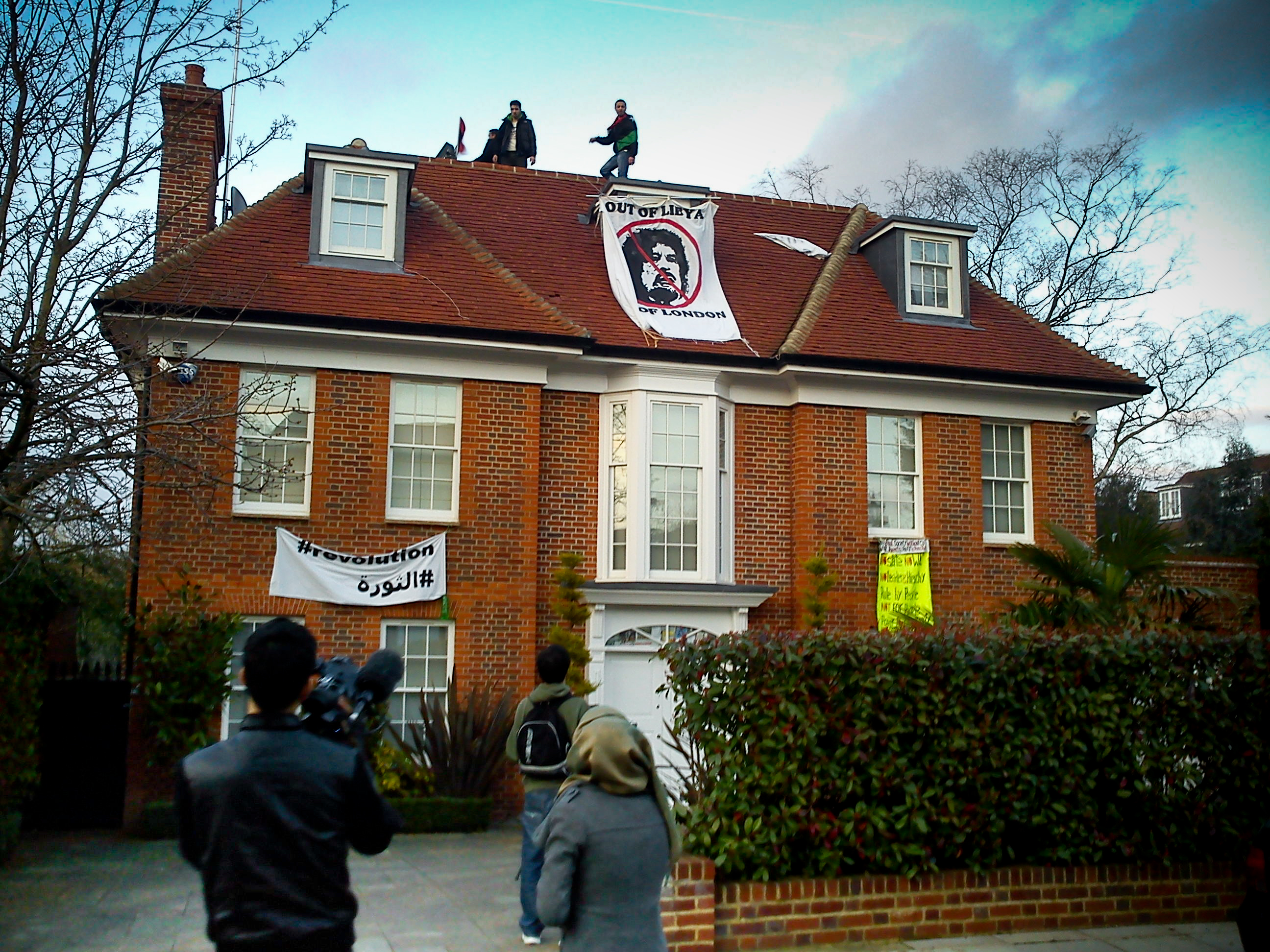
La casa de Saif al-Islam Gaddafi a Londres ocupada per manifestants que s'autoanomenaven Topple the Tyrants

Le Figaro va afirmar que França havia violat obertament la resolució enviant armes en paracaigudes als rebels libis.

## Antecedents
Durant la Guerra Civil de Líbia, les forces fidels de Gaddafi van presumir que havien dut a terme bombardejos aeris a Trípoli contra manifestants civils, que van generar una gran condemna internacional. No obstant això, aquestes massacres probablement no van tenir lloc mai. No obstant això, sota la pressió dels diplomàtics es va iniciar l'actuació de l'ONU.

## Aprovació
El projecte de resolució va ser redactat per Estats Units, França, Regne Unit (membres permanents) i Alemanya (no permanent). La seva aprovació, que va tenir lloc en la 6491a sessió del Consell de Seguretat, va requerir d'un llarg debat per les reticències d'alguns països (alguns amb dret de veto) a recolzar una resolució que interferia en afers interns de Líbia.

## Resolució

### Preàmbul
El Consell de Seguretat, per mitjà de la resolució 1970, va expressar la seva preocupació per la situació a Líbia, condemnant la violència i ús de la força contra civils. Va deplorar la sistemàtica violació dels drets humans, "inclosa la repressió contra pacífics manifestants", considerant que els "atacs generalitzats i sistemàtics contra la població civil" podrien constituir crims contra la humanitat. Va expressar la necessitat de trobar els responsables d'aquests atacs.

### Accions
D'acord amb el Capítol VII de la Carta de les Nacions Unides, el Consell de Seguretat:
- Va exigir un immediat cessament de la violència i va sol·licitar l'adopció de mesures per a complir amb les legítimes demandes de la població.
- Va sol·licitar a tots els estats membres de l'Organització de cooperar, en la mesura del possible, per a l'evacuació de ciutadans estrangers que desitgessin abandonar Líbia.
- Va decidir remetre a la Cort Penal Internacional l'estudi de la situació a Líbia per l'ocorregut des del 15 de febrer de 2011.
- Va sol·licitar a tots els estats membres de l'Organització a prendre les mesures necessàries per a impedir el subministrament directe o indirecte, la venda o transferència a Líbia d'armes i material relacionat de tota classe, incloent armament i munició, vehicles militars i equipament, equipament policial i peces de recanvi per al material esmentat.
- Va decidir el cessament en l'exportació d'armament des de Líbia.
- Va encoratjar els estats membres de l'Organització a prendre les mesures necessàries per a desaconsellar als seus ciutadans viatjar a Líbia per participar en activitats en favor de les autoritats líbies que poguessin contribuir a una violació dels drets humans.
- Va decidir imposar una prohibició de viatjar a 16 persones vinculades amb el govern libi i que van ser enumerades en l'Annex I de la resolució, inclòs Moammar el Gaddafi, sol·licitant per a això la col·laboració dels estats membres que haurien de prendre les mesures oportunes per a evitar l'entrada i trànsit d'aquestes persones pel seu territori.
- Va decidir que els estats membres haurien de congelar immediatament tots els fons, actius financers i recursos econòmics dels individus i entitats enumerades en l'Annex II, el qual inclou Moammar el Gaddafi.
- Va fer una crida als estats membres de l'Organització perquè cooperessin amb el Secretari General per a facilitar i donar suport al retorn d'agències d'ajuda humanitària, i que conseqüentment permetés l'assistència al país.
- Va afirmar que mantindria una estreta vigilància sobre les futures accions realitzades pel govern libi, les quals podrien significar una revisió de les mesures adoptades en la resolució 1970, inclòs el seu enduriment, modificació, suspensió o aixecament.

### Annexos
Les persones sobre les quals la resolució 1970 va imposar una prohibició de viatjar, d'acord amb l'Annex I, van ser les següents:
1. Abdulqader Mohammed Al-Baghdadi, cap de l'oficina de coordinació dels Comitès Revolucionaris.
2. Abdulqader Yusef Dibri, cap de la seguretat personal de Muammar al-Gaddafi.
3. Abu Zayd Umar Dorda, cap de l'Oficina de Seguretat Exterior i cap dels serveis d'intel·ligència.
4. Abu-Bakr Yunis Jabr, general, ministre de defensa.
5. Matuq Mohammed Matuq, secretari de serveis públics.
6. Sayyid Mohammed Qadhaf Al-dam, primer de Muammar al-Gaddafi.
7. Aisha Muammar Gadafi, filla de Muammar al-Gaddafi.
8. Hanibal el Gadafi, fill de Muammar al-Gaddafi.
9. Khamis Gaddafi, fill de Muammar al-Gaddafi, comandant d'unitats militars acusades de repressió contra manifestants.
10. Muhammad el Gaddafi, fill de Muammar al-Gaddafi.
11. Muammar Mohammed Abu Minyar Gadafi, Cap de la Revolució, Comandant Suprem de les Forces Armades. Responsable d'ordenar la repressió de manifestants, acusat de violació de drets humans.
12. Mutassim Gadafi, fill de Muammar al-Gaddafi, conseller de seguretat nacional.
13. Al-Saadi el Gadafi, fill de Muammar al-Gaddafi, comandant de les forces especials, comandant d'unitats militars acusades de repressió contra manifestants.
14. Saif al Arab Gadafi, fill de Muammar al-Gaddafi.
15. Saif al-Islam Gadafi, fill de Muammar al-Gaddafi, director de la Fundació Gadafi.
16. Abdullah Al-Senussi, cap de la intel·ligència militar acusada de repressió contra els manifestants. Sospitós d'haver estat involucrat en la massacre de la presó d'Abu Selim ocorreguda en 1996.

Persones sobre les quals la resolució 1970 va imposar una congelació d'actius financers i recursos econòmics, d'acord amb el seu Annex II:
1. Aisha Muammar Gadafi.
2. Hannibal Muammar Gadafi.
3. Khamis Muammar Gadafi.
4. Muammar Mohammed Abu Minyar Gadafi.
5. Mutassim Gadafi.
6. Saif al-Islam Gadafi.

## Infracció de la resolució
El 16 d'abril de 2011, un dels líders rebels, el general Abdul Fatah Younis va dir a Al-Arabiya que les seves forces rebien subministraments d'armament de l'estranger. Aquesta informació fou confirmada per Mustafa Gheriani, un portaveu del Consell Nacional de Transició dels rebels. El 28 de juliol es va saber que era França la que havia enviat en paracaigudes rifles d'assalt, metralladores i míssils antitancs per primera vegada, i havia transportat armes als aeròdroms, recentment construïts pels rebels.